# 구성국
구성국(構成國)은 연방이나 연합 등의 더 큰 정치체를 이루는 나라를 말한다.

## 네덜란드
| 나라                            | 수도         | 주권국        |
| ------------------------------- | ------------ | ------------- |
| 네덜란드 (카리브 네덜란드 포함) | 암스테르담   | 네덜란드 왕국 |
| 신트마르턴                      | 필립스뷔르흐 | 네덜란드 왕국 |
| 아루바                          | 오라녜스타트 | 네덜란드 왕국 |
| 퀴라소                          | 빌렘스타트   | 네덜란드 왕국 |

## 뉴질랜드
| 나라     | 수도     | 주권국        |
| -------- | -------- | ------------- |
| 뉴질랜드 | 웰링턴   | 뉴질랜드 왕국 |
| 니우에   | 알로피   | 뉴질랜드 왕국 |
| 쿡 제도  | 아바루아 | 뉴질랜드 왕국 |

## 덴마크
| 나라      | 수도       | 주권국      |
| --------- | ---------- | ----------- |
| 덴마크    | 코펜하겐   | 덴마크 왕국 |
| 그린란드  | 누크       | 덴마크 왕국 |
| 페로 제도 | 토르스하운 | 덴마크 왕국 |

## 영국
| 나라       | 수도     | 주권국 |
| ---------- | -------- | ------ |
| 잉글랜드   | 런던     | 영국   |
| 스코틀랜드 | 에든버러 | 영국   |
| 웨일스     | 카디프   | 영국   |
| 북아일랜드 | 벨파스트 | 영국   |

## 프랑스
프랑스의 해외 집합체인 프랑스령 폴리네시아는 공식적으로는 "공화국 내에 속한 해외 국가"(pays d'outre-mer au sein de la République)의 지위를 가지고 있다.